# أوسكار مونتيل
أوسكار مونتيل (بالإسبانية: Óscar Montiel Marín)‏ (6 يوليو 1970 بميورقة في إسبانيا - ) هو لاعب كرة قدم إسباني في مركز الدفاع. لعب مع ريال مايوركا ونادي ألباسيتي ونادي إكستريمادورا وManchego CF ‏ وSD Ibiza ‏.

## وصلات خارجية
- أوسكار مونتيل على موقع قاعدة بيانات كرة القدم.إي يو (الإنجليزية)